# Geminoarcus pachysporus
Geminoarcus pachysporus är en svampart som beskrevs av K. Ando 1993. Geminoarcus pachysporus ingår i släktet Geminoarcus, divisionen sporsäcksvampar och riket svampar.   Inga underarter finns listade i Catalogue of Life.